# Ophryoscolecidae
Ophryoscolecidae — родина найпростіших класу Litostomatea типу війчастих (Ciliophora). Представники родини живуть як коменсали в передньому відділі шлунка великої рогатої худоби, овець та інших жуйних ссавців. Організми є анаеробними. Вони розщеплюють крохмаль і, можливо, целюлозу. Ophryoscolecidae практично повністю позбавлені війкового покриву, а війковий апарат складається із зон мембранелл і зберігається локально на тім'яному кінці клітини.

## Класифікація
- Anoplodinium
- Entodinium
- Epidinium
- Eudiplodinium
- Ophryoscolex
- Opisthotrichum
- Ostracodinium
- Polyplastron